# Grad
Grad (také gon nebo gradián) je jednotka používaná při měření rovinného úhlu. Jeden grad je roven 1/400 plného úhlu – tedy 1/100 úhlu pravého. 1 grad se rovná 9/10 stupně nebo π/200 radiánu. Česky se nazývá setinový stupeň.
Jednotka pochází z Francie, kde byla původně nazývána grade. V roce 1782 jej navrhl a široce propagoval francouzský učenec Joseph-Louis Lagrange. Protože se tento název pletl s již existujícím stupněm používaným v severní Evropě (grad(e)), bylo pro ni přijato jméno gon a to nejprve ve zmíněných oblastech a později také jako mezinárodní standard. V němčině se tato jednotka formálně nazývá Neugrad.
Tato úhlová míra se všeobecně příliš neprosadila a dnes se používá jen v několika zemích, je však standardem v některých oblastech lidské činnosti – například v geodézii. Několik dekád ji používalo také francouzské dělostřelectvo.
Dle mezinárodního standardu se jednotka dnes značí „gon“, dříve se však používaly i symboly „gr“, „grd“ a „g“. Posledně jmenované označení se často píše jako horní index, podobně jako značka stupně: 100g = 90°. Tento způsob zápisu však zastarává (zvláště v geodézii) a přednostně se používá zápisu 100 gon = 90° a pro menší jednotky „mgon“: 1 mgon = 0,001 gon.

## Hodnota
{\displaystyle \mathrm {1\ gon={\frac {\pi }{200}}\ rad=0{,}9^{\circ }} } 

## Další úhlové míry
- Stupeň
  - Úhlová minuta
  - Úhlová vteřina
- Radián